# 싱화링구

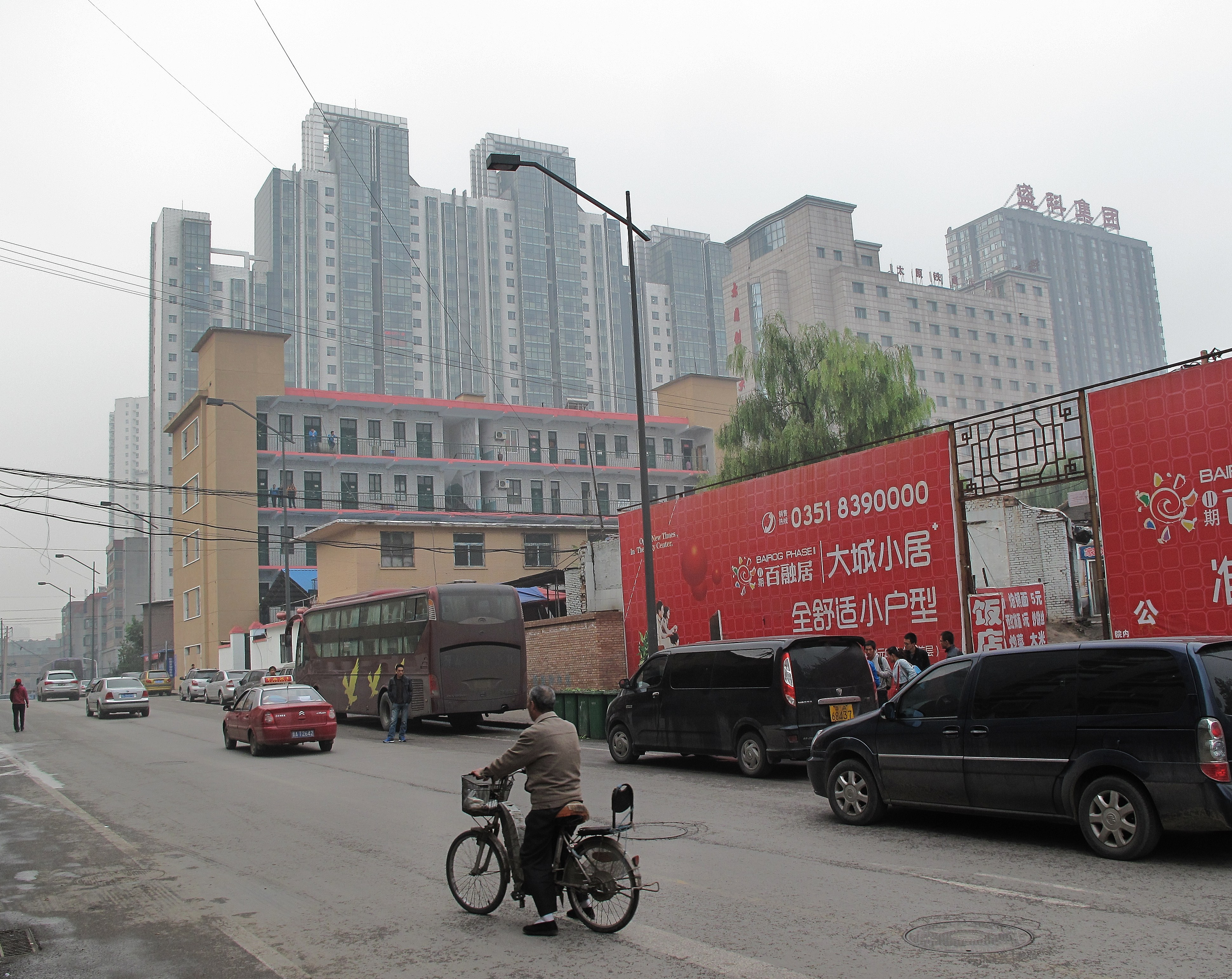

싱화링구(한국어: 행화령구, 중국어: 杏花岭区, 병음: Xìnghuālǐng Qū)는 중화인민공화국 산시성 타이위안시의 행정구역이다. 넓이는 170km2이고, 인구는 2007년 기준으로 570,000명이다.

## 행정 구역
10개 가도, 2개 향을 관할한다.
- 가도: 巨轮街道, 三桥街道, 鼓楼街道, 杏花岭街道, 坝陵桥街道, 大东关街道, 职工新村街道, 敦化坊街道, 涧河街道, 杨家峪街道
- 향: 中涧河乡, 小返乡